# Судзуки, Хироси (бобслеист)
Хироси Судзуки (яп. 鈴木寛, 13 декабря 1973, Саппоро) — японский бобслеист, пилот, выступает за сборную Японии с 1992 года. Участник пяти зимних Олимпийских игр, неоднократный победитель и призёр национальных первенств, различных этапов Кубка Европы и Северной Америки.

## Биография
Хироси Судзуки родился 13 декабря 1973 года в городе Саппоро, префектура Хоккайдо. Активно заниматься бобслеем начал в возрасте девятнадцати лет, в 1992 году в качестве пилота прошёл отбор в национальную сборную и стал ездить на крупные международные старты, порой показывая довольно неплохой результат. Благодаря череде удачных выступлений удостоился права защищать честь страны на зимних Олимпийских играх 1994 года в Лиллехаммере, где впоследствии финишировал восемнадцатым, как в двойках, так и четвёрках. В течение следующих четырёх лет участвовал почти во всех этапах мирового кубка, однако в двадцатку сильнейших попадал крайне редко. На домашней Олимпиаде 1998 года в Нагано соревновался исключительно в зачёте двухместных экипажей и занял в этой дисциплине девятнадцатое место.
На международной арене Судзуки не удавалось добиться сколько-нибудь значимых результатов, однако не первенствах Японии он неизменно оказывался первым, оставаясь ведущим пилотом японской сборной. В 2002 году съездил на Олимпийские игры в Солт-Лейк-Сити, планировал побороться здесь за высокие позиции, но в итоге проехал хуже предыдущих попыток — двадцать первое место среди двухместных экипажей и двадцатое среди четырёхместных. Далее в карьере спортсмена наступил некоторый спад, он планировал поехать на Олимпиаду 2006 года в Турин, однако вместо него туда отправился пилот Сугуру Киёкава, одержавший верх в их заочной конкурентной борьбе.
Несмотря на эту неудачу и уже почтенный возраст, Хироси Судзуки продолжил выступления за сборную и вскоре вернул себе звание единоличного лидера. На чемпионате мира 2008 года в немецком Альтенберге с двойкой пришёл к финишу двадцать вторым, а на этапе североамериканского кубка в Лейк-Плэсиде завоевал первую свою медаль международного значения, бронзовую в четвёрках. Год спустя там же добавил в послужной список ещё одну бронзу и серебро, тогда как на мировом первенстве был двадцать восьмым с двухместным экипажем и девятнадцатым с четырёхместным. Набрав достаточное количество рейтинговых очков, Судзуки прошёл квалификацию на Олимпийские игры 2010 года Ванкувере, где показал двадцать первое время в обеих дисциплинах, как в двойках, так и четвёрках. Позже принимал участие в заездах чемпионата мира в немецком Кёнигсзее, финишировал с четвёркой двадцать пятым. В сезоне 2012/13 остаётся лидером японской национальной команды, хотя на крупнейшие старты попадает далеко не всегда.
В 2014 году Судзуки побывал на Олимпийских играх в Сочи, где финишировал двадцать восьмым в программе мужских двухместных экипажей и двадцать шестым в программе четырёхместных.